# Alpay Özalan
Fehmi Alpay Özalan, často nazývaný pouze Alpay (* 29. květen 1973, İzmir) je bývalý turecký fotbalista. Hrával na pozici obránce.
S tureckou fotbalovou reprezentací získal bronzovou medaili na mistrovství světa roku 2002. Na tomto turnaji byl federací FIFA zařazen do all-stars týmu. Má též bronzovou medaili z Konfederačního poháru FIFA 2003. Zúčastnil se také dvou mistrovství Evropy (1996, 2000). Celkem za národní tým odehrál 90 utkání (pátý nejvyšší počet v historii turecké reprezentace)a vstřelil 4 góly.
S Beşiktaşem Istanbul se stal mistrem Turecka (1994/95) a dvakrát vyhrál turecký pohár (1993/94, 1997/98). V dresu Urawa Red Diamonds získal pohár japonský (2005).